# Ex Works

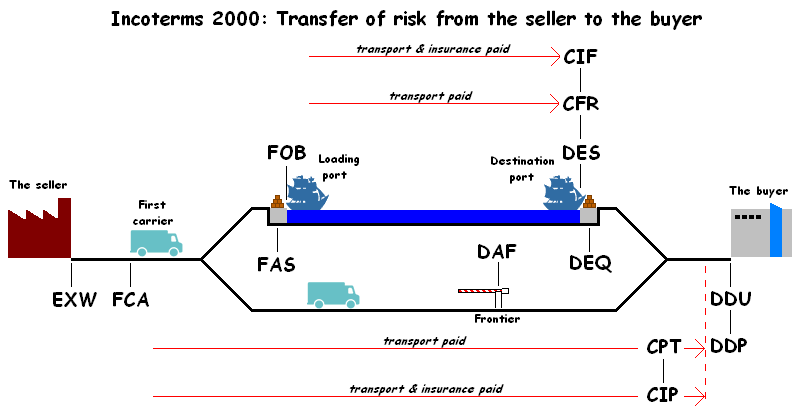
Schéma décrivant les Incoterms.

Ex Works (EXW) est un Incoterm qui signifie en français : « départ usine ».

## Description
Dans cet Incoterm, la livraison est effectuée quand le vendeur a mis les marchandises à la disposition de l'acheteur dans un lieu convenu (usine, entrepôt, plateforme logistique) à la date convenue. L'acheteur paye tous les coûts de transport et les frais de douane, et supporte les risques liés au transport des marchandises jusqu'à leur destination finale.
Cet Incoterm est celui qui donne à l’acheteur le plus de responsabilités concernant le transport de sa marchandise.
Cet Incoterm est valable pour tous types de transport.
Une fois la production finie, la seule charge du vendeur est de mettre à disposition de l’acquéreur la marchandise emballée, au lieu convenu. Le client assure toutes les démarches administratives liées aux douanes, ainsi que le paiement de ces taxes : la déclaration des biens aux douanes, la délivrance des documents au service des douanes à l’import et à l’export, pour finir le paiement des taxes à l’import comme à l’export. Il choisit la logistique des transports : quel type, quelles compagnies, quel transport « navette » (de l’usine au transport principal), quel transport principal, quels types d’assurances, etc. Les frais engendrés sont à sa charge.

## Inconvénients
La Chambre de commerce internationale de Paris, dans la brochure 723EF (pages 23-32) , met en garde acheteur et vendeur pour les inconvénients liés à l'utilisation de cet Incoterm.

### Acheteur
L'acheteur est responsable du chargement sur le moyen de transport initial. Si le chargement est effectué avec les moyens de manutention du vendeur, celui-ci est réputé agir pour compte et sous la responsabilité de l'acheteur. La livraison a lieu sur le territoire national, donc le vendeur est tenu d'émettre une facture TTC incluant la TVA.

### Vendeur
Le vendeur n'a pas l'obligation d'organiser le dédouanement à l'exportation. Sur la demande de l'acheteur et aux frais de celui-ci, il peut fournir les documents nécessaires pour constituer le dossier douane export.
Noter également que cet Incoterms est incompatible avec les modes de paiement exigeant une preuve d'embarquement. Ceci interdit les paiements par remise documentaire et crédit documentaire.

## En résumé
« Cet Incoterm peut convenir aux échanges domestiques. Lorsque la marchandise doit être exportée, il est préférable d'utiliser l'Incoterms FCA, le chargement du moyen de transport initial et la constitution du dossier douane export étant alors de la responsabilité du vendeur ».